# HADASHi NO STEP
「HADASHi NO STEP」（はだしのステップ）は、LiSAの楽曲。LiSAが作詞、田淵智也が作曲を手がけた。19枚目のシングルとして2021年9月8日にSACRA MUSICから発売。また、CDシングルリリースに先立ち、同年7月26日に表題曲のみの単曲がフルサイズで先行配信された。

## 概要
前作「dawn」から約7か月ぶりで、静養期間明け初のシングル。表題曲「HADASHi NO STEP」は、TBS系火曜ドラマ『プロミス・シンデレラ』主題歌となっている。
販売形態は、初回盤及び通常盤の2形態で、初回盤には表題曲のMVが付属している。

## テレビ披露
| 日付          | 番組名             | 放送局 | 出典  |
| ------------- | ------------------ | ------ | ----- |
| 2021年7月17日 | 音楽の日2021       | TBS系  | [ 4 ] |
| 2021年7月26日 | CDTVライブ!ライブ! | TBS系  | [ 5 ] |

## ミュージック・ビデオ
HADASHi NO STEP
監督：平野文子（THROUGH.）
オレンジを基調に制作された。楽曲のポップなイメージをダンスで表現し、振付制作にはダンスクルーのGANMIが参加しミュージック・ビデオにも出演した。

## 収録曲
| 全作曲: 田淵智也。 |                                                                    |               |            |           |      |
| #                  | タイトル                                                           | 作詞          | 作曲・編曲 | 編曲      | 時間 |
| 1.                 | 「HADASHi NO STEP」(TBS系火曜ドラマ『プロミス・シンデレラ』主題歌) | LiSA          | 田淵智也   | 島田昌典  | 3:45 |
| 2.                 | 「rapid lady ハレーション」                                        | 田淵智也      | 田淵智也   | 堀江晶太  | 3:20 |
| 3.                 | 「た、い、せ、つ Pile up」                                         | 田淵智也 LiSA | 田淵智也   | tofubeats | 3:12 |
| 4.                 | 「HADASHi NO STEP」(-Instrumental-)                                |               | 田淵智也   |           | 3:42 |
| 合計時間:          | 合計時間:                                                          | 合計時間:     | 合計時間:  | 13:59     |      |

| #  | タイトル                         | 作詞 | 作曲・編曲 |
| -- | -------------------------------- | ---- | ---------- |
| 1. | 「HADASHi NO STEP -MUSiC CLiP-」 |      |            |